# Acitheca purpurea
Acitheca purpurea är en svampart som beskrevs av Thaxt. ex Currah 1985. Acitheca purpurea ingår i släktet Acitheca och familjen Gymnoascaceae.   Inga underarter finns listade i Catalogue of Life.